# Berlin (Pensilvânia)
Berlin é um distrito localizado no estado norte-americano de Pensilvânia, no Condado de Somerset.

## Demografia
Segundo o censo norte-americano de 2000, a sua população era de 2192 habitantes. 
Em 2006, foi estimada uma população de 2116, um decréscimo de 76 (-3.5%).

## Geografia
De acordo com o United States Census Bureau tem uma área de 
2,3 km², dos quais 2,3 km² cobertos por terra e 0,0 km² cobertos por água. Berlin localiza-se a aproximadamente 708 m acima do nível do mar.

## Localidades na vizinhança
O diagrama seguinte representa as localidades num raio de 16 km ao redor de Berlin. 